# Macromitrium levatum
Macromitrium levatum är en bladmossart som beskrevs av Mitten 1863. Macromitrium levatum ingår i släktet Macromitrium och familjen Orthotrichaceae. Inga underarter finns listade i Catalogue of Life.